# Honda Zest
Honda Zest (яп. ホンダ・ゼスト) — автомобиль японской компании Honda. Относится к категории кей-каров.
Выпускался с марта 2006 по ноябрь 2012 года.
Изначально, начиная с марта 2006 года и по январь 2007 года автомобиль начали серийно выпускать в 14 комплектациях. С января 2007 по декабрь 2008 года выпускалось 10 основных комплектаций автомобиля, а также 8 дополнительных в разное время. Начиная с декабря 2008 и до снятия с производства автомобиль был представлен двумя комплектациями.
На всём протяжении выпуска модели, в качестве трансмиссии использовалась классическая 4-ступенчатая АКПП, тип привода передний или полный. На все автомобили устанавливался рядный 3-цилиндровый 6-клапанный бензиновый двигатель с жидкостным охлаждением, объёмом 658 см³. Мощность двигателей была от 52 до 64 лошадиных сил. Выпускались версии с турбонаддувом. Модель двигателя — P07A. Масса автомобиля составляла от 880 до 990 килограмм в зависимости от комплектации. Также едиными были размеры кузова; длина × ширина × высота: 3395×1475×1635 мм.
Самый низкий расход топлива составлял 21,0 км/л, самый высокий 15,8 км/л.